# Доберман
Доберман, или доберман пинчер, је пас настао мешањем више раса паса. Доберман се обично користи као пас чувар или полицијски пас, и има репутацију пса оданог породици и господару. Пошто се доберман најчешће користи као пас чувар, и због неких његових улога на филмском платну, многи људи се плаше добермана; многи не разумеју какав је он у ствари. У суштини, доберман је , интелигентан и пажљив пас који напада само кад осети да је његово власништво или породица у опасности.

## Изглед
Женка добермана је до гребена висока око 65-70 центиметара и тешка 32 до 40 килограма, док је за мужјаке стандард висина до гребена леђа 71 до 76 cm (толеранција +2 cm) а тежина 40-45kg.

### Боја
Већина људи познаје добермана као црног пса са браон палежом. Међутим, постојање два различита гена за боју узрокује постојање четири различита фенотипа боје код добермана. Традиционална боја се јавља када су алели оба гена доминантни, и такав доберман се обично назива црним. Уколико је алел једног од гена рецесиван доберман црвен (тачније, црвено-смеђ са бронзаним мрљама), а уколико је алел другог рецесиван, доберман је плави (сиви). Најмање заступљена комбинација алела (оба рецесивна) одређује добермана срнеће (светлосмеђе) боје (понегде познат и као чоколадни).
У новије време се проширио узгој и продаја пете сорте добермана, назване бели доберман. Добермани ове боје поседују мутацију, која независно од генотипа било којег од два гена за боју, спречава стварање протеина пигмента, тј. животиња је албино. Мада многи потенцијални власници добермана сматрају да је боја допадљива, албино доберман треба што мање да се излаже сунцу.

### Реп
Многе људе, који су видели да добермани имају репове само десетак центиметара дугачке, може изненадити податак да се доберман заправо рађа са репом који је дужи него код већине других раса. Доберман пинчер обично неколико дана после рођења бива подвргнут купирању, поступку у коме му се одсеца већи део репа. Објашњење за ово је „изглед“ који би пас требало да има, онако како је Луис Доберман првобитно замислио пса. То такође пса чини неустрашивим и чврстим на изглед. 
Сем ових плитких разлога за третирање животиње на такав, многи би рекли нехуман, начин, постоји и практичан разлог – то уклања згодну „ручку“ за коју би криминалац или нападач могао да зграби животињу док обавља чуварску или полицијску дужност. Још један разлог јесте да се псима који имају тип репа као доберман (дугачак са врло мало длака или меса које га покрива) веома често дешава „сломљени реп“. Сломљени реп може бити све од стварног лома репних пршљенова па до много чешће повреде коже, које је веома тешко залечити због немогућности завијања и заштите репа.
Шта год људи мислили о томе, мало купаца добермана има избор што се тиче дужине репа; купирање се мора одрадити убрзо после рођења пса, што значи да одлуку скоро увек доноси одгајивач пре него што пас буде понуђен на продају.

### Уши
Ово међутим не важи за подрезивање ушију, које треба одрадити између 7. и 9. недеље, мада се може одрадити и 6 месеци па чак и једну годину по рођењу пса, те се обично препушта на вољу власнику. Подрезивање одрађено после 12. недеље у великом броју случајева не успева тј. уши не постају усправне. Власници добермана у све већем броју бирају да љубимцу не подрежу уши, пошто је поступак изузетно болан за животињу. Поступак укључује одсецање дела ушију животиње и усправљање остатка уз помоћ подупирача, траке или завоја, што дозвољава хрскавици да се развије у управан положај како штене расте. Штене ће и даље имати способност да спусти уши назад или доле. Поступак траје од пар недеља до пар месеци. Ако се трака превише затегне може доћи до проблема у протоку крви. Због тога то мора да уради ветеринар или искусан одгајивач. 
Иако није спроведено истраживање које би упоређивало добермане подрезаних и неподрезаних ушију, верује се да подрезивање значајно смањује појаву ушних инфекција и подлива (крвавих жуљева насталих оштећењем уха, најчешће због снажног трешења главе).
Мада се поступци подрезивања ушију и купирања репа многима чине нехуманим, традиционални доберман је увек имао и једно и друго. У неким земљама су данас ти поступци незаконити, али на неким изложбама, нарочито у Сједињеним Државама, добермани могу да се такмиче једино ако имају традиционални изглед.

## Здравље
Очекивани животни век здравог добермана је око 12 година, с тим да већина добермана умире између 11. и 13. године. Уобичајени здравствени проблеми су проширена кардиомиопатија, Фон Вилебрандова болест (von Willebrands Disease; поремећај у крварењу који се може тестирати генетичким тестом) и проблеми са простатом; док су ређи хипотиреоза, рак, дисплазија кукова, а код плавих и срнећих и алопеција („ћелавост“, опадање длаке).

## Темперамент
Иако се сматра за радног пса, доберман је мета стереотипа о суровости и агресији. Као пас чувар доберман је првобитно узгајан само у ове сврхе. Морао је да буде велики и застрашујући, неустрашив и вољан да брани власника, али да буде послушан и утрениран да тако поступа само на команду. Ове особине послужиле су доберману да постане одличан пас чувар, полицијски или војни пас, али нису га препоручиле за љубимца. Ипак, последњих деценија доберман је због своје величине, кратке длаке и интелигенције постао омиљени кућни пас. Иако познат по агресивности, доберман је невероватно одан пас, и врло лако ће научити да поштује и штити свог власника.
Данас је доберман одличан пас чувар, али и одличан љубимац. Врло су дружељубиви и толерантни, како према људима, тако и према другим псима. Доберман никада неће бити агресиван према свом власнику, нити према другим људима који не представљају претњу, ако одраста у здравој средини.
Предрасуде о доберманима су јако погрешне, али њихов карактер као расе је специфичан. Постоје бројни научни докази, који потврђују психолошку стабилност добермана као расе, и указују на њихов челични карактер, непоткупљивост и интелигенцију.

## Историја
Добермана је први одгојио Фридрих Луис Доберман у Немачкој око 1890. године. Као порезнику, полицајцу, а понекад и ноћном чувару, био му је потребан пас за заштиту, па је одлучио да одгаји нову расу, која би по његовом мишљењу била идеална комбинација снаге, оданости, интелигенције, и неустрашивости. Развој и усавршавање расе су наставили Ото Гелер и Филип Грининг.
Верује се да је доберман настао укрштањем више раса које су имале особине које су тражене у доберману, укључујући пинчера, ротвајлера, туриншког овчара, црног хрта, немачку догу, вајмарског птичара, немачког краткодлаког птичара и немачког овчара. Тачан однос мешавине крви, па чак и расе, остали су непознати до данашњег дана, мада многи стручњаци верују да је доберман комбинација најмање четири од поменутих раса. Једини изузетак је документовано укрштање са хртом. Такође је распрострањено мишљење да је немачки овчар дао највише гена у узгоју ове расе.